# Ørganek
Ørganek, zapisywane również jako Organek – polski zespół muzyczny wykonujący rock alternatywny. Został założony przez Tomasza Organka w 2013 roku. Skład formacji tworzą ponadto basista Adam Staszewski, perkusista Robert Markiewicz oraz klawiszowiec Tomasz Lewandowski.

## Historia
Zespół został założony w formie „power trio” w 2013 roku przez wokalistę i gitarzystę Tomasza Organka, znanego z występów w zespole SOFA. Muzyk zaprosił do współpracy kolegów z macierzystego zespołu: basistę Adama Staszewskiego oraz perkusistę Roberta Markiewicza. Debiutancki album formacji zatytułowany Głupi ukazał się 12 maja 2014 roku nakładem wytwórni muzycznej Mystic Production. W nagraniach sesyjnie wziął udział klawiszowiec Tomasz Lewandowski, który później został oficjalnym członkiem zespołu. Wydawnictwo dotarło do 7. miejsca polskiej listy przebojów – OLiS. Produkcja została pozytywnie odebrana przez krytyków muzycznych. Ze szczególnym entuzjazmem spotkała się w recenzji redaktora serwisu CGM Artura Rawicza, który zwrócił uwagę, iż: „Ciężko dziś o płytę błyszczącą szlachetnym wspólnym mianownikiem i równocześnie zachwycającą różnorodnością”.
Premierę płyty poprzedziły single „Nie lubię” i „Kate Moss”, które trafiły do sprzedaży 28 kwietnia, tego samego roku. Druga z piosenek dotarła na szczyt zestawienia Najlepsza rockowa dwudziestka – audycji rozgłośni radiowej Eska Rock. Jednakże szerszą popularnością zyskały pochodzące z płyty piosenki „Głupi ja”, „O, matko!” i „Italiano”, które trafiły na Listę Przebojów Programu Trzeciego Polskiego Radio. Dwa z utworów „O, matko!” i „Italiano” zajęły wysokie 3. miejsce na tejże liście. Pierwszy album w dorobku zespołu został zaprezentowany na żywo m.in. podczas trasy koncertowej Męskie Granie oraz festiwali Behind The Trees i Orange Warsaw Festival.
W lutym 2015 roku płyta Głupi otrzymała nominację do nagrody polskiego przemysłu fonograficznego Fryderyka. 8 listopada 2017 roku nagrania uzyskały w Polsce status platynowej płyty, sprzedając się w nakładzie 30 tys. egzemplarzy. 4 listopada 2016 roku, ponownie nakładem oficyny Mystic Production ukazał się drugi album długogrający zespołu pt. Czarna Madonna. Gościnnie w nagraniach wziął udział Adam „Nergal” Darski, muzyk znany z występów w zespole Behemoth. Materiał zadebiutował na 3. miejscu polskiej listy sprzedaży – OLiS. Wcześniej, 10 października ukazał się pierwszy singel promujący płytę zatytułowany „Mississippi w ogniu”. Promowana teledyskiem piosenka uplasowala się na 1. miejscu Lista przebojów Programu Trzeciego.
17 października 2023, w Teatrze Sabat Małgorzaty Potockiej, zespół Ørganek zagrał koncert MTV Unplugged. Promował się on singlami "Ultimo" oraz "Walcz". Koncert ten charakteryzował się nawiązaniami do Bochemy oraz muzyki z czasów 20-lecia międzywojennego. 26 stycznia 2024 został wydany album z koncertu.

## Dyskografia

### Albumy
| Rok  | Dane dot. albumu | Pozycja na liście | Certyfikat             | Sprzedaż       |
| Rok  | Dane dot. albumu | POL               | Certyfikat             | Sprzedaż       |
| ---- | --- | ----------------- | ---------------------- | -------------- |
| 2014 | Głupi - Data: 12 maja 2014 - Wydawca: Mystic Production - Format: CD, digital download                                               | 7                 | - POL: platynowa płyta | - POL: 30 000+ |
| 2016 | Czarna Madonna - Data: 4 listopada 2016 - Wydawca: Mystic Production - Format: CD, digital download, płyta winylowa                  | 3                 | - POL: platynowa płyta | - POL: 30 000+ |
| 2021 | Ocali nas miłość - Data: 30 lipca 2021 - Wydawca: Mystic Production, Muzeum Powstania Warszawskiego - Format: CD, digital download   | 14                |                        |                |
| 2021 | Na razie stoję, na razie patrzę - Data: 5 listopada 2021 - Wydawca: Mystic Production - Format: CD, digital download, płyta winylowa | 4                 |                        |                |

### Albumy koncertowe
| Rok  | Dane dot. albumu                                                                                                   | Pozycja na liście |
| Rok  | Dane dot. albumu                                                                                                   | POL               |
| ---- | --- | ----------------- |
| 2024 | MTV Unplugged - Data: 26 stycznia 2024 - Wydawca: Mystic Production - Format: CD, digital download, płyta winylowa | 5                 |

### Single
| Rok                                                                                          | Tytuł                                          | Pozycja na liście | Pozycja na liście | Pozycja na liście | Pozycja na liście | Album                           |
| Rok                                                                                          | Tytuł                                          | LP3               | NRD               | UWM               | SLiP              | Album                           |
| -------------------------------------------------------------------------------------------- | ---------------------------------------------- | ----------------- | ----------------- | ----------------- | ----------------- | ------------------------------- |
| 2014                                                                                         | „Nie lubię”                                    | –                 | –                 | –                 | –                 | Głupi                           |
| 2014                                                                                         | „Kate Moss”                                    | –                 | 1                 | 2                 | –                 | Głupi                           |
| 2016                                                                                         | „Mississippi w ogniu”                          | 1                 | –                 | 1                 | 1                 | Czarna Madonna                  |
| 2019                                                                                         | „Niemiłość”                                    | 1                 | –                 | 1                 | –                 | Czarna Madonna                  |
| 2019                                                                                         | „To nie miało prawa się stać” (oraz O.S.T.R.)  | X                 | –                 | –                 | –                 | Piłsudski (ścieżka dźwiękowa)   |
| 2020                                                                                         | „POGO”                                         | X                 | –                 | 10                | –                 | Na razie stoję, na razie patrzę |
| 2021                                                                                         | „Walcz”                                        | X                 | –                 | 2                 | –                 | Na razie stoję, na razie patrzę |
| 2021                                                                                         | „Doppelgänger”                                 | X                 | –                 | –                 | –                 | Na razie stoję, na razie patrzę |
| 2021                                                                                         | „Fotograf BROK”                                | X                 | –                 | –                 | –                 | Ocali nas miłość                |
| 2021                                                                                         | "Idziemy w miasto" (oraz Klaudia Szafrańska)   | X                 | –                 | –                 | –                 | Ocali nas miłość                |
| 2021                                                                                         | „Cały ten fejm”                                | X                 | –                 | 5                 | 22                | Na razie stoję, na razie patrzę |
| 2022                                                                                         | „A jednak cud” (oraz Bela Komoszyńska)         | X                 | –                 | –                 | –                 | –                               |
| 2022                                                                                         | „Aniołowie upadli” (gościnnie: Ralph Kaminski) | X                 | –                 | –                 | –                 | Ocali nas miłość                |
| 2022                                                                                         | „Samoloty”                                     | X                 | –                 | –                 | 21                | Na razie stoję, na razie patrzę |
| 2023                                                                                         | "Ultimo"                                       | X                 | –                 | –                 | –                 | MTV Unplugged                   |
| 2024                                                                                         | "Walcz"                                        | X                 | –                 | –                 | –                 | MTV Unplugged                   |
| „–” oznacza, że singel nie był notowany. „X” oznacza, że lista nie istniała w danym okresie. |                                                |                   |                   |                   |                   |                                 |

Inne notowane utwory
| „Ta nasza młodość”                      | 2014 | 10 | 21 | –  | –              |
| „Głupi ja”                              | 2014 | 4  | –  | –  | Głupi          |
| „O, matko!”                             | 2015 | 3  | –  | 16 | Głupi          |
| „Italiano”                              | 2015 | 3  | –  | 26 | Głupi          |
| „Wiosna”                                | 2017 | 1  | –  | 1  | Czarna Madonna |
| „Ultimo”                                | 2017 | 2  | –  | 1  | Czarna Madonna |
| „–” oznacza, że utwór nie był notowany. |      |    |    |    |                |

## Teledyski
| Tytuł                 | Rok  | Reżyseria                      | Album                           | Źródło |
| --------------------- | ---- | ------------------------------ | ------------------------------- | ------ |
| „Kate Moss”           | 2014 | Mateusz Pleskacz, Jacek Nastał | Głupi                           | [ 29 ] |
| „Głupi ja”            | 2014 | Piotr Mikuć                    | Głupi                           | [ 30 ] |
| „O, matko!”           | 2015 | Piotr Mikuć                    | Głupi                           | [ 31 ] |
| „Stay”                | 2015 | Adam Zapała, Hanka Motłoch     | Głupi                           | [ 32 ] |
| „Mississippi w ogniu” | 2016 | Marta Kacprzak                 | Czarna Madonna                  | [ 20 ] |
| „Czarna Madonna”      | 2017 | Jerzy Skolimowski              | Czarna Madonna                  | [ 33 ] |
| „Wiosna”              | 2017 | Marta Kacprzak                 | Czarna Madonna                  | [ 34 ] |
| „Niemiłość”           | 2019 | Bartosz Konopka                | Czarna Madonna Reedycja         | [ 35 ] |
| „POGO”                | 2020 | Szupica/Kiziewicz              | Na razie stoję, na razie patrzę | [ 36 ] |
| „Walcz”               | 2021 | Agata Trzebuchowska            | Na razie stoję, na razie patrzę | [ 37 ] |
| „Doppelgänger”        | 2021 | Tymon Nogalski, Dawid Misiorny | Na razie stoję, na razie patrzę | [ 38 ] |
| „Cały ten fejm”       | 2021 | Agnieszka Nowosielska          | Na razie stoję, na razie patrzę | [ 39 ] |
| „Samoloty”            |      | Marek Skrzecz                  | Na razie stoję, na razie patrzę |        |

## Nagrody i wyróżnienia
| Rok  | Nagroda           | Kategoria                                | Tytułem                         | Nota      | Źródło |
| ---- | ----------------- | ---------------------------------------- | ------------------------------- | --------- | ------ |
| 2014 | Toruńskie Gwiazdy | Nadzieja roku                            | Organek                         | Laur      | [ 40 ] |
| 2014 | Toruńskie Gwiazdy | Płyta roku                               | Głupi                           | Laur      | [ 40 ] |
| 2015 | Fryderyki 2015    | Album roku rock                          | Głupi                           | Nominacja | [ 13 ] |
| 2017 | Fryderyki 2017    | Album roku rock                          | Czarna Madonna                  | Laur      | [ 41 ] |
| 2017 | Fryderyki 2017    | Utwór roku                               | „Mississippi w ogniu”           | Laur      | [ 41 ] |
| 2017 | Fryderyki 2017    | Teledysk roku                            | „Mississippi w ogniu”           | Nominacja | [ 41 ] |
| 2022 | Fryderyki 2022    | Album roku rock/metal                    | Na razie stoję, na razie patrzę | Nominacja | [ 42 ] |
| 2022 | Fryderyki 2022    | Album roku piosenka poetycka i literacka | Ocali nas miłość                | Nominacja | [ 42 ] |